# Dropkick Murphys
I Dropkick Murphys sono un gruppo celtic punk formato a Quincy, nei pressi di Boston, Massachusetts, USA nel 1996. La loro musica risente delle influenze di gruppi come Stiff Little Fingers, The Pogues, AC/DC, The Clash e dei Swingin' Utters.
Il nome Dropkick Murphys deriva da un centro di riabilitazione situato ad Acton, nel Massachusetts.

## Storia del gruppo
Nel 1996 dopo aver fatto distribuire una serie di EP (Boys on the Docks che conteneva l'omonima canzone dedicata al nonno di Ken Casey, John Kelly), firmarono un contratto con la Hellcat Records. Nel 1998 hanno pubblicato il loro primo album di inediti, Do or Die. Quando il cantante Mike McColgan lasciò nell'anno successivo il gruppo per coronare il suo sogno di diventare un pompiere fu rimpiazzato dal leader dei The Bruisers, Al Barr (che tra l'altro è l'unico membro della band a non avere origini irlandesi, bensì tedesche e scozzesi). Nel 1999, hanno pubblicato il successivo album, The Gang's All Here, mentre due anni dopo Sing Loud, Sing Proud!. L'album evidenzia lo sviluppo del loro sound, ed include inoltre collaborazioni con l'ex-frontman dei Pogues, Shane MacGowan e Colin McFaull dei Cock Sparrer. Per quest'album la formazione subisce molte modifiche. Il chitarrista Rick Barton viene sostituito da James Lynch, ex The Ducky Boys, al quale si aggiunge anche Marc Orrell. Si aggiungono inoltre Ryan Foltz e Spicy McHaggis.
L'album successivo, Blackout, è pubblicato nel 2003. Nell'album sono presenti la hit Walk Away, nonché la canzone Fields of Athenry. La canzone The Dirty Glass, che presenta una voce femminile, Stephanie Dougherty (Deadly Sins), tratta di un bar di Quincy dal nome Darcy's. Nello stesso periodo il gruppo pubblica una rielaborazione dell'inno dei Boston Red Sox, Tessie, che divenne poi la canzone ufficiale della squadra di baseball nel 2004, anno della vittoria alle World Series. Tessie è stata anche utilizzata nel film L'amore in gioco, remake della pellicola inglese Febbre a 90°, con Jimmy Fallon e Drew Barrymore. Il gruppo è stato anche invitato alla prima della pellicola al Fenway Park, dove è stato proiettato il loro video. Nel 2005, i Dropkick Murphys hanno pubblicato Singles Collection Volume 2, contenente cover, b-side e altro materiale non incluso nei precedenti album, ed hanno inoltre contribuito alla registrazione di We Got the Power to Rock Against Bush, Volume 2.
Il loro quinto album di studio, The Warrior's Code, è uscito nei negozi il 21 giugno 2005. Contiene i singoli Sunshine Highway, The Walking Dead, The Warrior's Code e, come bonus track, Tessie. Include anche una canzone ispirata ad una poesia di Woody Guthrie, ritrovata nei suoi archivi ed intitolata I'm Shipping Up to Boston, brano contenuto nel film del 2006 The Departed - Il bene e il male, adattamento di Martin Scorsese al thriller di un film di Hong Kong, Infernal Affairs (lo stesso Scorsese ha menzionato il gruppo in un'intervista dopo aver vinto per la prima volta il premio Oscar). La canzone Last Letter Home contiene estratti di lettere tra il sergente Andrew Farrar, morto il giorno del suo 31º compleanno in Iraq e grande fan del gruppo (al punto di chiedere una loro canzone nel suo eventuale funerale), sua madre e sua moglie.
Nel 2007 pubblicano il sesto album, The Meanest of Times, che non esce per la Hellcat/Epitaph ma per la Born & Bred Records. Il disco è uscito in diverse edizioni, tutti con le prime 15 tracce uguali ma con bonus track differenti. Nella versione europea è presente il brano Jailbreak dei Thin Lizzy. Nella versione vinile deluxe ci sono anche i brani Promised Land e la reinterpretazione dei Who Baba O'Riley. Su iTunes sono presenti tre bonus tracks: Forever (acoustic version), The Thick Skin of Defiance e Breakdown, queste tracce sono anche disponibili sull'EP The State of Massachusetts uscito nel Regno Unito nel febbraio 2008. L'11 marzo è anche uscita una Limited Edition che comprende, oltre le 15 tracce comuni in tutte le versioni, anche i brani presenti nella versione europea e quelli di iTunes più una versione originale di (F)lannigan's Ball (in questa canzone è presente il contributo di Spider Stacy dei The Pogues e di Ronnie Drew) più un DVD.
Sempre nel 2007, il gruppo ha suonato per la prima volta in uno stadio, alla Agganis Arena a Boston.
Il 21 gennaio 2008 Marc Orell lascia ufficialmente il gruppo, per dedicarsi ad altri progetti musicali.
Nel 2010 il gruppo pubblica Live on Lansdowne, Boston MA, album dal vivo registrato tra il 12 e il 17 marzo 2009. In un'intervista concessa al sito web Burning Angel il bassista Ken Casey ha dichiarato che la registrazione del nuovo album inizierà nell'autunno 2010.
Il 1º marzo 2011 è il giorno della pubblicazione di Going Out in Style, settimo album in studio per la band; nel disco spiccano le partecipazioni di Bruce Springsteen, Fat Mike, Chris Cheney Milan Lucic, Bobby Orr, e Lenny Clarke. Il 17 marzo 2011 esce il video di "Memorial Day".
Il 31 agosto 2012 viene pubblicato sul sito ufficiale un video in cui la band annuncia l'uscita del nuovo album, intitolato Signed and Sealed in Blood, nel gennaio dell'anno successivo.

## I Dropkick Murphys e la politica
I membri dei Dropkick Murphys si identificano come di sinistra e sono stati attivi nelle elezioni presidenziali del 2004 tramite Punkvoter, contribuendo con “We Got the Power” alla compilation Rock Against Bush, Vol. 2, seconda raccolta della Fat Wreck Chords contro il Presidente degli Stati Uniti George W. Bush. Da sottolineare le cover fatte dal gruppo di alcune canzoni popolari antimilitari e contro la guerra come The Green Fields of France (No Man's Land (Eric Bogle)) e Johnny I Hardly Knew Ye.
I Dropkick Murphys sono noti per il loro appoggio alle cause della classe operaia e dei sindacati e hanno un forte legame con il sindacato AFL-CIO.
Il 22 febbraio 2011, in sostegno alla lotta dei lavoratori del Wisconsin, la band pubblica sul sito web la canzone Take 'Em Down tratta dall'album Going Out in Style e crea una t-shirt in edizione limitata i cui proventi andranno al Workers' Rights Emergency Response Fund.
Il 6 giugno 2012 durante un'esibizione all'Orion di Ciampino, il gruppo è stato costretto ad interrompere la performance a causa di tafferugli durante il concerto da parte di alcuni esponenti del centro sociale di destra Casa Pound nei confronti degli spettatori. La polizia è intervenuta sgombrando il locale con i lacrimogeni e dopo l'arresto dei colpevoli la band ha potuto riprendere lo show.
Il 13 marzo 2013 durante un'esibizione al Terminal 5 di New York, il bassista Ken Casey ha aggredito un membro del pubblico che eseguiva il saluto nazista. Subito dopo l'accaduto, Casey ha preso il microfono dichiarando «Nazis are not fucking welcome at Dropkick Murphy's shows!» (I Nazisti non sono per nulla benvenuti ai nostri concerti!).

## Formazione

### Formazione attuale
- Al Barr – voce
- James Lynch – chitarra, cori
- Ken Casey – basso, voce
- Matt Kelly – batteria, bodhrán, cori
- Tim Brennan – chitarra, fisarmonica, cori
- Jeff Darosa – mandolino, tin whistle, banjo, bouzouki, chitarra acustica, tastiere, cori

### Componenti in tournée attualmente
- Lee Forshner - cornamusa
- Kevin Rheault - chitarra, basso

### Ex componenti
- Mike McColgan – voce
- Rick Barton – chitarra
- Ryan Foltz – polistrumentista
- Jeff Erna – batteria
- Robie "Spicey McHaggis" Mederios – cornamusa
- Marc Orrell – chitarra
- Scruffy Wallace - cornamusa

### Ex componenti in tournée
- Joe Delaney - cornamusa
- Stephanie Dougherty - voce

## Discografia

### Album in studio
- 1998 – Do or Die
- 1999 – The Gang's All Here
- 2001 – Sing Loud, Sing Proud!
- 2003 – Blackout
- 2005 – The Warrior's Code
- 2007 – The Meanest of Times
- 2011 – Going Out in Style
- 2013 – Signed and Sealed in Blood
- 2017 – 11 Short Stories of Pain & Glory
- 2021 – Turn Up That Dial
- 2022 – This Machine Still Kills Fascists
- 2023 – Okemah Rising

### Album dal vivo
- 2003 – Live on St. Patrick's Day from Boston, MA
- 2010 – Live on Lansdowne, Boston MA

### Raccolte
- 1998 – The Early Years
- 2000 – The Singles Collection, Volume 1
- 2005 – Singles Collection, Volume 2

### EP
- 1997 – Boys on the Docks
- 2004 – Tessie

### Singoli
- 1997 – Fire and Brimstone
- 1997 – Tattoos and Scally Caps
- 1998 – Curse of Fallen Soul
- 2000 – Good Rats
- 2000 – Live on a Five
- 2003 – Walk Away
- 2003 – Time to Go: Promotional Single
- 2003 – The Fields of Athenry
- 2003 – Back to the Hub
- 2005 – Fields of Athenry: Andrew Farrar Memorial
- 2007 – The State of Massachusetts

### Split
- 2002 – Six Track Split EP (Con i Face to Face)

### Apparizioni in compilation
- 1997 – Give 'Em the Boot
- 1999 – A Compilation of Warped Music II
- 1999 – Give 'Em the Boot II
- 2000 – World Warped III Live
- 2002 – Give 'Em the Boot III
- 2003 – Warped Tour 2003 Tour Compilation
- 2004 – Give 'Em the Boot IV
- 2005 – Give 'Em the Boot DVD
- 2005 – Warped Tour 2005 Tour Compilation
- 2006 – Best of Punk-O-Rama
- 2006 – Give 'Em the Boot V
- 2007 – Give 'Em the Boot VI